# توافقنامه مرزی و تجاری آلمان و شوروی

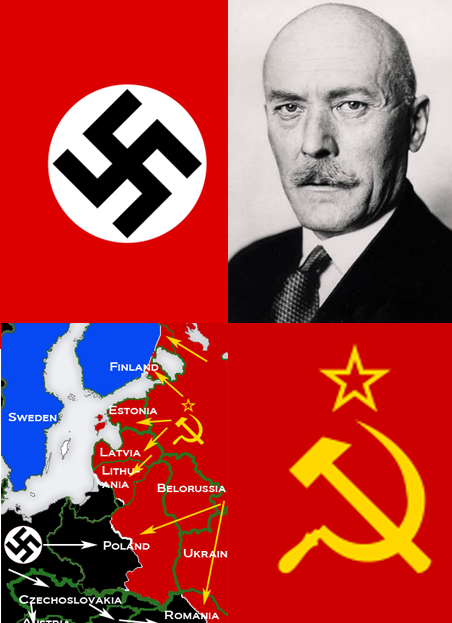

توافقنامه مرزی و تجاری آلمان و شوروی (انگلیسی: German–Soviet Border and Commercial Agreement) امضا شده در ۱۰ ژانویه ۱۹۴۱، توافقنامه گسترده‌ای بود که اختلافات مرزی را حل و فصل می‌کرد و در ادامه تجارت مواد اولیه و ماشین جنگی را بین اتحاد جماهیر شوروی سوسیالیستی و آلمان نازی بود.